# Randall Wallace
Randall Wallace  (Tennessee, 28 juli 1949) is een Amerikaans filmproducent en -regisseur.
Hij groeide op in Tennessee en begon al op zevenjarige leeftijd met het schrijven van verhalen. Hij studeerde theologie aan Duke University en volgde een priesteropleiding. Nadat hij het seminarie had verlaten, verhuisde Wallace naar Nashville om een muziekcarrière te beginnen. Maar omdat hij geen country muziek schreef, had hij weinig succes. In 1980 verhuisde hij daarom naar
Los Angeles, waar hij begon met het schrijven van film- en televisiescripts. In 1995 kreeg hij een Oscar voor Braveheart met Mel Gibson in de hoofdrol. Zijn films zijn meestal gebaseerd op boeken.
- Biblioteca Nacional de España: XX1156896
- Bibliothèque nationale de France: cb141446935 (data)
- Gemeinsame Normdatei: 137936486
- International Standard Name Identifier: 0000 0001 0797 6717
- Library of Congress Control Number: n80033862
- Nationale Bibliotheek van Letland: 000350891
- Bibliotheek van het Japanse parlement: 00516828
- Nationale Bibliotheek van Tsjechië: jn20020726172
- Nationale Bibliotheek van Israël: 987007444642105171
- Nederlandse Thesaurus van Auteursnamen: 169155862
- SNAC: w6sf2vqz
- Système universitaire de documentation: 057336237
- Virtual International Authority File: 263520830
- WorldCat: E39PBJjXcMPPRXxK7jHwtTbGHC